# Patinação artística nos Jogos Olímpicos de Inverno de 1932
A patinação artística nos Jogos Olímpicos de Inverno de 1932 consistiu de três provas: individual masculina, individual feminina e duplas. As competições ocorreram entre 8 e 12 de fevereiro de 1932.

## Medalhistas
| Evento                        | Ouro                                   | Prata                                              | Bronze                                   |
| ----------------------------- | -------------------------------------- | -------------------------------------------------- | ---------------------------------------- |
| Individual masculino detalhes | Karl Schäfer AUT Áustria               | Gillis Grafström SWE Suécia                        | Montgomery Wilson CAN Canadá             |
| Individual feminino detalhes  | Sonja Henie NOR Noruega                | Fritzi Burger AUT Áustria                          | Maribel Vinson USA Estados Unidos        |
| Duplas detalhes               | Andrée Brunet Pierre Brunet FRA França | Beatrix Loughran Sherwin Badger USA Estados Unidos | Emília Rotter László Szollás HUN Hungria |

## Quadro de medalhas
| Ordem | País               | Medalha de ouro | Medalha de prata | Medalha de bronze |   |
| ----- | ------------------ | --------------- | ---------------- | ----------------- | - |
| 1     | AUT Áustria        | 1               | 1                |                   | 2 |
| 2     | FRA França         | 1               |                  |                   | 1 |
| 2     | NOR Noruega        | 1               |                  |                   | 1 |
| 4     | USA Estados Unidos |                 | 1                | 1                 | 2 |
| 5     | SWE Suécia         |                 | 1                |                   | 1 |
| 6     | CAN Canadá         |                 |                  | 1                 | 1 |
| 6     | HUN Hungria        |                 |                  | 1                 | 1 |
| TOTAL | TOTAL              | 3               | 3                | 3                 | 9 |

## Países participantes
Apenas dois patinadores competiram tanto na prova individual quanto na prova em dupla.
Um total de 39 patinadores (18 homens e 21 mulheres) de 13 países competiram nos Jogos:
| - AUT Áustria (2) - BEL Bélgica (1) - CAN Canadá (6) - FIN Finlândia (1) - FRA França (2) - GBR Grã-Bretanha (4) - GER Alemanha (1) | - HUN Hungria (4) - JPN Japão (2) - NOR Noruega (1) - SWE Suécia (2) - TCH Checoslováquia (1) - USA Estados Unidos (12) |